# 名古屋市立伊勝小学校
名古屋市立伊勝小学校（なごやしりつ いかつしょうがっこう）は、愛知県名古屋市昭和区伊勝町にある公立小学校。

## 概要
- 伊勝町、神村町、前山町、宮東町、八雲町、楽園町などが通学区域であり、公立中学校の進学先は名古屋市立川名中学校である[1]。

## 沿革
- 1972年（昭和47年） - 名古屋市立川原小学校の分校として設置される。
- 1975年（昭和50年）4月 - 名古屋市立伊勝小学校として独立する。

## 交通アクセス
- 名古屋市営地下鉄名城線名古屋大学駅下車、徒歩約15分。
- 名古屋市営バス【栄17号系統】「楽園町」バス停より徒歩約6分。

## 周辺施設
- 名古屋大学東山キャンパス
- 南山大学名古屋キャンパス
- 名古屋市立川名中学校
- 名古屋市立川原小学校
- 名古屋市立見付小学校